# Numbers (Cat Stevens)
Numbers, sottotitolato A Pythagorean Theory Tale, è il nono album del cantautore britannico Cat Stevens, pubblicato nel 1975.

## Descrizione
Numbers è un concept album basato su un'idea di Cat Stevens per un libro, mai realizzato, a cura di Chris Bryant e Allan Scott. La versione in vinile contiene un libretto, illustrato a china dallo stesso cantautore, con un estratto dal racconto: 
Al centro di una galassia lontana si trova il piccolo pianeta Polygor, il cui scopo è di inviare numeri nell'Universo ai mondi che ne abbiano bisogno. I numeri sono prodotti da una macchina, nelle cantine di un castello situato sulla cima di una montagna. Nel castello vivono nove abitanti: oltre a Monad, l'imperatore, ci sono Dupey, Trezlar, Cubis, Qizlo, Hexidor, Septo, Octav e Novim, ciascuno con un proprio carattere distintivo; non hanno età apparente né invecchiano e nessuno sa da quanto tempo siano lì. Conducono una vita monotona che però un giorno viene turbata dall'arrivo inaspettato di un decimo, misterioso personaggio: Jzero, cui è dedicato il brano omonimo. 
Oltre all'ormai consueta band di Stevens, il disco vede fra gli ospiti Art Garfunkel e il sassofonista David Sanborn.

## Tracce
Testi e musiche di Cat Stevens.
Lato A
1. Whistlestar – 3:46
2. Novim's Nightmare – 3:50
3. Majik of Majiks – 4:30
4. Drywood – 4:53

Lato B
1. Banapple Gas – 3:07
2. Land o' Freelove & Goodbye – 2:50
3. Jzero – 3:44
4. Home – 4:09
5. Monad's Anthem – 2:43

## Formazione
Band
- Cat Stevens – voce, chitarra, pianoforte, sintetizzatore
- Gerry Conway – batteria, cori
- Alun Davies – chitarra, basso, cori
- Bruce Lynch – basso
- Jean Roussel – pianoforte, organo Hammond, sintetizzatore, harpsichord, vibrafono

Ospiti
- David Sanborn – sassofono
- Chico Batera – percussioni
- Simon Nicol – chitarre
- Gordie Fleming – fisarmonica (traccia: 7)
- Art Garfunkel – voce
- Magic Children of Ottawa – coro
- Vincent Beck – cori
- Lewis Furey – cori
- Venette Gloud – cori
- Carl Hall – cori
- Melba Joyce – cori
- Suzanne Lynch – cori
- Barbara Massey – cori
- Anna Peacock – cori
- Brenda Russell – cori
- Tasha Thomas – cori
- Carmen Twillie – cori